# Zara Backman
Anna Zara Backman, född 27 oktober 1875 i Sankt Peders församling, död 14 september 1949 i Göteborg, var en svensk skådespelare.

## Biografi
Backman engagerades som revyskådespelare av Axel Engdahl från 1908. 
Hon filmdebuterade 1915 i Georg af Klerckers I kronans kläder och kom att medverka i fem filmer. Zara Backman är begravd på Östra kyrkogården i Göteborg.

## Filmografi
- 1915 – I kronans kläder
- 1916 – Svärmor på vift eller Förbjudna vägar
- 1916 – Bengts nya kärlek eller Var är barnet?
- 1930 – Lyckobreven
- 1938 – Du gamla du fria

## Teater

### Roller (ej komplett)
| År   | Roll            | Produktion                                   | Regi         | Teater                 |
| ---- | --------------- | -------------------------------------------- | ------------ | ---------------------- |
| 1910 |                 | Tokiga Amelie, revy Emil Norlander           |              | Lorensbergsteatern     |
| 1916 |                 | Flickorna från Askersund, revy Axel Engdahl  |              | Folkteatern, Göteborg  |
| 1917 | Medverkande     | Atlanten vid Kristinehamn, revy Axel Engdahl |              | Folkteatern            |
| 1917 | Amalia Schubert | Nybroplan 2 Oscar Engel och A.F.V Körber     | Axel Hultman | Södra Teatern          |
| 1918 | Trallan         | Tokstollar, revy Emil Norlander              |              | Södra Teatern          |
| 1921 | Medverkande     | Tittskåpet, revy Axel Engdahl                | Axel Engdahl | Axel Engdahls sällskap |

### Fotnoter
1. ↑  ”Zara Backman - SFdb”. https://www.svenskfilmdatabas.se/sv/item/?type=person&itemid=57755. Läst 27 september 2012.
2. ↑  ”Teater, konst och litteratur”. Göteborgs Aftonblad:  s. 5. 20 juni 1910. https://tidningar.kb.se/2647969/1910-06-20/edition/0/part/1/page/5. Läst 15 april 2020.
3. ↑  ”Teater Musik”. Dagens Nyheter:  s. 6. 2 maj 1917. http://arkivet.dn.se/arkivet/tidning/1917-05-02/117/6. Läst 16 mars 2016.
4. ↑  Erik Ljungberger, red (1918). ”Teateralmanack”. Svenska scenen (1):  sid. 12. https://sv.wikisource.org/wiki/Sida:Svenska_scenen_01-1918.pdf/12. Läst 11 juni 2016.
5. ↑  Erik Ljungberger, red (1918). ”Teateralmanack”. Svenska scenen (2):  sid. 12. https://sv.wikisource.org/w/index.php?title=Svenska_scenen_2,_1918&oldid=174993. Läst 9 juli 2015.
6. ↑  ”Tidningsnotis”. Dagens Nyheter:  s. 8. 25 april 1921. http://arkivet.dn.se/arkivet/tidning/1921-04-25/109/8. Läst 28 maj 2016.